# Capoeta coadi
Capoeta coadi är en fiskart i släktet Capoeta i familjen karpfiskar som först beskrevs av Alwan, Zareian, & Esmaeili, 2016.